# Bossy
"Bossy" é uma canção da artista americana Lindsay Lohan. A faixa foi escrita por Shaffer Smith, conhecido pelo seu nome artístico Ne-Yo, enquanto que a escrita e produção adicional da canção foi feita por Stargate, pelos membros Mikkel Storleer Eriksen e Tor Erik Hermansen. Depois de vazamento online no início de maio de 2008, a Universal Motown lançou oficialmente a canção para os meios de comunicação, enquanto o seu single digital foi lançado em 27 de maio de 2008. A obra atrai a influência dos gêneros musicais electropop e dance-pop; é sobre uma mulher que está forte o suficiente para conseguir o que quer quando quer. "Bossy" atingiu geralmente uma mista recepção da crítica após a liberação. Os críticos elogiaram a atitude da canção, mas a consideraram menos atrativa do que suas canções anteriores. "Bossy" atingiu a 77.ª posição na Canadian Hot 100, e se tornou a única música de Lohan a alcançar o número um na parada Hot Dance Club Songs dos Estados Unidos.

## Antecedentes e composição
"Bossy" foi escrita por Shaffer Smith, conhecido pelo seu nome artístico Ne-Yo, enquanto que a escrita e produção adicional da canção foi feita por Stargate, pelos membros Mikkel Storleer Eriksen e Tor Erik Hermansen. No início de maio de 2008, um clipe da canção vazou no YouTube. Como resultado, a Universal Motown lançou a música completa para a imprensa em 7 de maio de 2008. Em entrevista à revista Billboard, Ne-Yo revelou que ele foi abordado pela gravadora para escrever uma canção para Lohan: "Tenho que admitir, nós éramos como... Lindsay Lohan? Quer dizer, eu tenho escrito para Beyoncé, Mary J. Blige, Rihanna, Celine Dion e ... Lindsay Lohan? Mas eu vou dizer isso; demos-lhe um registro de qualidade e ela fez um trabalho ridiculamente fabuloso. Fiquei tão chocado que eu tive que ligar para ela e pedir desculpas pelo que eu estava pensando, porque ela fez tão bem. Acho que o mundo vai se surpreender." Em entrevista à revista People, ele revelou a canção: "é basicamente sobre a mulher, um ser forte o suficiente para conseguir o que quer quando quer. Neste caso, 'Bossy' é um termo que descreve confiança e poder." "Bossy" foi lançada digitalmente em 27 de maio de 2008, e é definida para aparecer no terceiro álbum de estúdio de Lohan.

## Recepção da crítica
"Bossy" recebeu opiniões mistas dos críticos de música. Um revisor da Billboard disse "a faixa destaca um lado dominador da cantora de voz rouca enquanto ela rima sobre gostar de coisas à sua maneira sobre uma simples bateria", enquanto Nick Levine do Digital Spy considerou "Bossy" como uma "[canção] electro-dance-pop com atitude", mas comentou que "não é pop de ouro - o refrão falta um pouco de glamour e os vocais de Lohan ainda não são convincentes - mas é a primeira vez que estaria preparado para ouvir mais uma vez a melodia de Lohan. Que, supomos, é suficiente para constituir um pequeno passo à frente." Kate Brandli do Blogcritics disse "'Bossy' não é tão boa ou tão cativante como as tentativas musicais anteriores da senhorita Lohan", ao comentar o seu conteúdo lírico "é um reflexo óbvio em relação a senhorita Lohan com os paparazzi. Como a senhorita Lohan canta na letra, ela faz o que quer, ela controla-los, e não vice-versa. Infelizmente, a lógica da senhorita Lohan não é inteiramente correta - nenhuma das partes tem a autoridade contrária de um patrão. Isto é, infelizmente, o preço da fama nos dias de hoje - uma vez que as pessoas querem, eles querem ter acesso total e exposição. Com algumas artimanhas individuais, como a senhorita Lohan e Britney Spears, é difícil conquistar simpatia por eles".

## Faixas e formatos
A versão digital de "Bossy" possui apenas uma faixa com duração de quatro minutos e onze segundos.
| Download digital |         |         |  |
| N.º              | Título  | Duração |  |
| 1.               | "Bossy" | 4:11    |  |

## Desempenho nas tabelas musicais
"Bossy" chegou no número 77 na Canadian Hot 100, e se tornou a primeira música de Lohan de sua carreira inteira a alcançar o número um na parada Billboard Club Play Hot Dance dos Estados Unidos. A canção também conseguiu atingir o pico em Hot Canadian Digital Singles e na parada Global Dance Tracks.

### Posições
| Parada Musical (2008)                | Melhor posição |
| ------------------------------------ | -------------- |
| Canadá (Canadian Hot 100)            | 77             |
| Estados Unidos (Hot Dance Club Play) | 1              |
| Ucrânia (FDR Dance)                  | 12             |

## Créditos de elaboração
Lista-se abaixo os profissionais envolvidos na elaboração de "Bossy", de acordo com a nota divulgada pela revista People:
- Lindsay Lohan - Vocais
- Shaffer "Ne-Yo" Smith – composição
- Mikkel Storleer Eriksen – composição, co-produção
- Tor Erik Hermansen – composição, co-produção